# Masato Harada
Masato Harada (原田眞人, Harada Masato), né le 3 juillet 1949 à Numazu dans la préfecture de Shizuoka, est un réalisateur et scénariste japonais.

## Biographie
Masato Harada est d’abord critique de cinéma avant de passer à la réalisation en 1979.

## Filmographie

### Réalisateur
- 1979 : Saraba eiga no tomoyo: Indian samā (さらば映画の友よ インディアンサマー?)
- 1984 : Uindī (ウインディー?)
- 1985 : Tosha 1/250 byō Out of Focus (盗写 1/250秒 OUT OF FOCUS?)
- 1986 : Paris-Dakar 1500 (PARIS-DAKAR 15000 栄光への挑戦, Paris-Dakar 1500: Eikō e no chōsen?)
- 1986 : O-nyanko za mūbi Kiki ippatu! (おニャン子ザ・ムービー 危機イッパツ!?)
- 1987 : Mélodie pour un yakuza (さらば愛しき人よ, Saraba itoshiki hito yo?)
- 1989 : Gunhed (ガンヘッド, Ganheddo?)
- 1994 : Painted Desert (ペインテッド・デザート, Peinteddo dezāto?)
- 1995 : Kamikaze Taxi
- 1995 : Trouble Shooter (トラブルシューター, Toraburu shūtā?)
- 1996 : À contre-courant (栄光と狂気, Eikō to kyōki?)
- 1997 : Bounce ko gals (バウンス ko GALS, Baunsu ko gaurusu?)
- 1999 : Kin'yū fushoku rettō: Jubaku (金融腐蝕列島 呪縛?)
- 2001 : Inugami (狗神, Inugami?)
- 2002 : Face à son destin (突入せよ! あさま山荘事件, Totsunyū seyo! Asama sansō jiken?)
- 2005 : Jiyū ren'ai (自由戀愛?)
- 2007 : Densen uta (伝染歌?)
- 2007 : Mōryō no hako (魍魎の匣?)
- 2008 : Climber's High (クライマーズ・ハイ, Kuraimāzu hai?)
- 2011 : Chronique de ma mère (わが母の記, Waga haha no ki?)[2]
- 2013 : Return (リターン, Ritān?)
- 2015 : Kakekomi (駆込み女と駆出し男, Kakekomi onna to kakedashi otoko?)[1]
- 2015 : Nippon no ichiban nagai hi (日本のいちばん長い日?)
- 2017 : Sekigahara (関ヶ原, Sekigahara?)
- 2018 : Killing for the Prosecution (検察側の罪人, Kensatsugawa no zainin?)
- 2020 : Baragaki: Unbroken Samurai (燃えよ剣, Moeyo ken?)
- 2022 : Hell Dogs (ヘルドッグス, Heru doggusu?)
- 2023 : Bad Lands (バッド・ランズ?)

### Acteur
- 2003 : Le Dernier Samouraï de Edward Zwick : M. Omura
- 2006 : Le Maître d'armes (霍元甲, Huò Yuánjiǎ) de Ronny Yu : M. Mita

## Distinctions
Sauf indication contraire, les informations mentionnées dans cette section peuvent être confirmées par la base de données cinématographiques IMDb,  présente dans la section « Liens externes ».

### Récompenses
- 1998 : Blue Ribbon Awards du meilleur film et du meilleur réalisateur pour Bounce ko gals
- 1998 : Prix du meilleur scénario au festival du film de Yokohama pour Bounce ko gals
- 1999 : Hōchi Film Award du meilleur film pour Kin'yū fushoku rettō: Jubaku
- 2000 : Prix Kinema Junpō du meilleur réalisateur pour Kin'yū fushoku rettō: Jubaku
- 2012 : Soleil d’or du public pour Chronique de ma mère au festival du cinéma japonais contemporain Kinotayo[3]
- 2015 : Prix Mainichi du meilleur scénario pour Kakekomi[4]
- 2015 : Soleil d'or au Festival du cinéma japonais contemporain Kinotayo 2015 pour Kakekomi[5]
- 2015 : Nikkan Sports Film Award du meilleur scénario pour Le Jour le plus long du Japon

### Nominations
- Berlinale 2001 : sélection officielle en compétition avec Inugami[6]
- Japan Academy Prize :
  - en 2000 : meilleur réalisateur pour Kin'yū fushoku rettō: Jubaku
  - en 2003 : meilleur réalisateur et meilleur scénario pour Face à son destin
  - en 2009 : meilleur réalisateur et meilleur scénario pour Climber's High
  - en 2013 : meilleur réalisateur et meilleur scénario pour Chronique de ma mère
  - en 2016 : meilleur réalisateur et meilleur scénario pour Le Jour le plus long du Japon
  - en 2018 : meilleur réalisateur et meilleur montage pour Sekigahara